# ميركو مولر (متزلج فني)
ميركو مولر (بالألمانية: Mirko Müller)‏ هو متزلج فني ألماني، ولد في 12 نوفمبر 1974 في Löbau ‏ في ألمانيا.

## وصلات خارجية
- ميركو مولر على موقع الاتحاد الدولي للتزلج (الإنجليزية)
- ميركو مولر على موقع اللجنة الأولمبية الدولية (الإنجليزية)
- ميركو مولر على موقع أوليمبيديا (الإنجليزية)